# Jelena Dimitrijević
Jelena Dimitrijević (în sârbă Јелена Ј. Димитријевић, n. 27 martie 1862, Kruševac, Principatul Serbiei – d. 10 aprilie 1945, Belgrad, Regatul Iugoslaviei) a fost o scriitoare sârbă de povestiri, romancieră, poetă, călătoare, asistentă socială, feministă și poliglotă. Este considerată prima femeie din istoria sârbă modernă care a publicat o lucrare în proză de călătorie, în 1894.

## Biografie
Dimitrijević s-a născut la Kruševac la 27 martie 1862 și a fost o scriitoare sârbă proeminentă de la sfârșitul secolului al XIX-lea și începutul secolului al XX-lea. A învățat să vorbească fluent limbile franceză, engleză, rusă, italiană, greacă și turcă. A fost crescută într-o familie respectată și bogată, în spiritul moștenirii culturale sârbe și a religiei ortodoxe. 
De la o vârstă fragedă s-a dedicat scrierii - în ciuda unei leziuni oculare din copilărie care a obligat-o să părăsească școala și împotriva sfaturilor medicale care îi interziceau cititul. A avut un mare sprijin în soțul ei, Jovan Dimitrijević. Pe lângă faptul că i-a sprijinit scrisul și activitățile sociale, el a fost adesea colegul ei de călătorie și persoana pe care s-a putut baza complet. Dimitrijević a călătorit în numeroase locuri, descriind experiențele sale din Grecia, India, Egipt și America într-o serie de cărți. Când soțul ei a murit, ea a ținut doliu tot restul vieții.
În 1881 s-au mutat la Niš, care a fost parte a Imperiului Otoman până în 1878. Și-a dedicat energia studiului femeilor musulmane, iar în 1897 a publicat Pisma iz Niša o haremima (Scrisori de la Niš cu privire la Haremuri) - „...prima carte de proză sârbă scrisă și publicată de o autoare feminină”. Printre realizările ei se număra înțelegerea vieții femeilor turce, inclusiv accesul la lumea privată a haremului și realizarea unei călătorii în toată lumea la vârsta de șaizeci de ani.  
Cel mai important roman al său Nove (Noua femeie); tratează dilemele cu care se confruntă femeile musulmane educate în secolul al XX-lea în raport cu modul lor de viață tradițional. Pentru romanul Nove, Dimitrijevic a câștigat prestigiosul premiu Matica Srpska pentru literatură în 1912. 
De asemenea, a scris poezie lirică, precum și romane, dar este probabil cel mai faimoasă pentru Pisma iz Nisa o Haremima, o narațiune semi-ficțională, semi-istorică, antropologică, care conține portrete ale vieții în haremele turcești, cu 50 de ani înainte de nașterea ei, când orașul din sudul Serbiei, Niš, a fost încă o parte a Imperiului Otoman. O altă lucrare celebră a sa este Pisma iz Soluna / Scrisori din Salonic, un autentic roman de călătorie în Imperiul Otoman în timpul Revoluției Junilor Turci din 1908, în care Salonic a fost centrul revoluției. Romanul Scrisori din Salonic a fost publicat mai întâi în foileton în Srpski književni glasnik (Revista literară sârbă) în 1908-1909, iar apoi ca o carte separată în 1918, la Sarajevo. 
Până la începutul secolului al XX-lea, ea și soțul ei au locuit la Belgrad și ea a fost membru al Societății Scriitorilor Sârbi.

## Ultimii ani și moartea
De asemenea, a scris Pisma iz Indije / Scrisori din India în 1928, Pisma iz Misira / Scrisori din Egipt în 1929 și Novi svet ili u Americi godinu dana / Lumea nouă, sau În America pentru un an în 1934. Alături de Isidora Sekulić, Dimitrijević este una dintre primele autoare feministe din Serbia. A murit la Belgrad la 10 aprilie 1945, la 83 de ani. 

## Lucrări
- Jelenine pesme (Pesme Jelene Jov. Dimitrijevića) , 1894.
- Pisma iz Niša o haremima, 1897.
- Đul-Marikina prikažnja, povestiri, 1901.
- Fati-Sultan, Safi-Hanum, Mejrem-Hanum, nuvele, 1907.
- Nove, 1912.
- Amerikanka, 1918.
- Pisma iz Soluna, 1918.
- Pisma iz Indije, 1928.
- Pisma iz Misira, 1929.
- Novi svet ili u Americi godinu dana, 1934.
- Une vision, 1936.
- Sedam mora i tri okeana. Putem oko sveta , 1940.